# Montlhéry
Montlhéry – miejscowość i gmina we Francji, w regionie Île-de-France, w departamencie Essonne.
Według danych na rok 1990 gminę zamieszkiwało 5195 osób, a gęstość zaludnienia wynosiła 1584 osób/km² (wśród 1287 gmin regionu Île-de-France Montlhéry plasuje się na 322. miejscu pod względem liczby ludności, natomiast pod względem powierzchni na miejscu 802.).